# Jugoslavia ai Giochi della XI Olimpiade
La Jugoslavia partecipò ai Giochi della XI Olimpiade, svoltisi a Berlino, Germania, dal 1º al 16 agosto 1936, con una delegazione di 93 atleti impegnati in tredici discipline.

## Medaglie
| Medaglia | Atleta       | Sport      | Evento |
| -------- | ------------ | ---------- | ------ |
| Argento  | Leon Štukelj | Ginnastica | Anelli |

## Risultati

### Pallanuoto
| Atleta | Classifica |                       |
| --- | --- | --------------------- |
| V · D · M Nazionale maschile jugoslava di pallanuoto · Giochi olimpici - Berlino 1936 Mihovilović • Tarana • Cvjetković • Roje • Bonačić • Ciganović • Tošović • Ćurlica • Fux • Giovanelli • Pavičić · CT : | 9° |                       |
| Nazionale maschile jugoslava di pallanuoto · Giochi olimpici - Berlino 1936 | |                       |
| Mihovilović • Tarana • Cvjetković • Roje • Bonačić • Ciganović • Tošović • Ćurlica • Fux • Giovanelli • Pavičić · CT:                                                                                        | Mihovilović • Tarana • Cvjetković • Roje • Bonačić • Ciganović • Tošović • Ćurlica • Fux • Giovanelli • Pavičić · CT: | Jugoslavia (bandiera) |